# Kombihalli, Kudligi
Kombihalli là một làng thuộc tehsil Kudligi, huyện Bellary, bang Karnataka, Ấn Độ.